# Família Dora
A família Dora é uma pequena família de asteroides localizados no cinturão principal. A família foi nomeada devido ao primeiro asteroide que foi classificado neste grupo, o 668 Dora.

## Os maiores membros desta família
| Nome           | Diâmetro | Semieixo maior | Inclinação orbital | Excentricidade orbital | Ano da descoberta |
| -------------- | -------- | -------------- | ------------------ | ---------------------- | ----------------- |
| 668 Dora       | 26,84 km | 2,800 UA       | 6,841 °            | 0,232                  | 1908              |
| 2598 Merlin    | ?        | 2,787 UA       | 7,772 °            | 0,215                  | 1980              |
| 2807 Karl Marx | ?        | 2,793 UA       | 7,886 °            | 0,183                  | 1969              |